# Ameca (vissengeslacht)
Ameca is een monotypisch geslacht van straalvinnige vissen uit de familie van de levendbarende tandkarpers (Goodeidae).

## Soort
- Ameca splendens Miller & Fitzsimons, 1971